# 갈릴리군
갈릴리군(영어: Galilee Forces) 또는 쿠와트 알질(영어: Quwat al-Jalil, 아랍어: قوات الجليل)은 시리아 내전에서 활동 중인 팔레스타인 무장단체로, 시리아 정부 편에서 싸우고 있다. 알레포주에서 주로 활동하고 있다.